# Georg I. Göler von Ravensburg
 Georg I. Göler von Ravensburg (* 1440; † 5. Juni 1502) stammt aus der Familie Göler von Ravensburg, einem alten Kraichgauer Adelsgeschlecht, das der Schwäbischen Reichsritterschaft angehörte und deren Stammsitz, die Ravensburg, bei Sulzfeld in Baden-Württemberg liegt. Er war von 1480 bis 1500 Vogt in Bretten.

## Familie

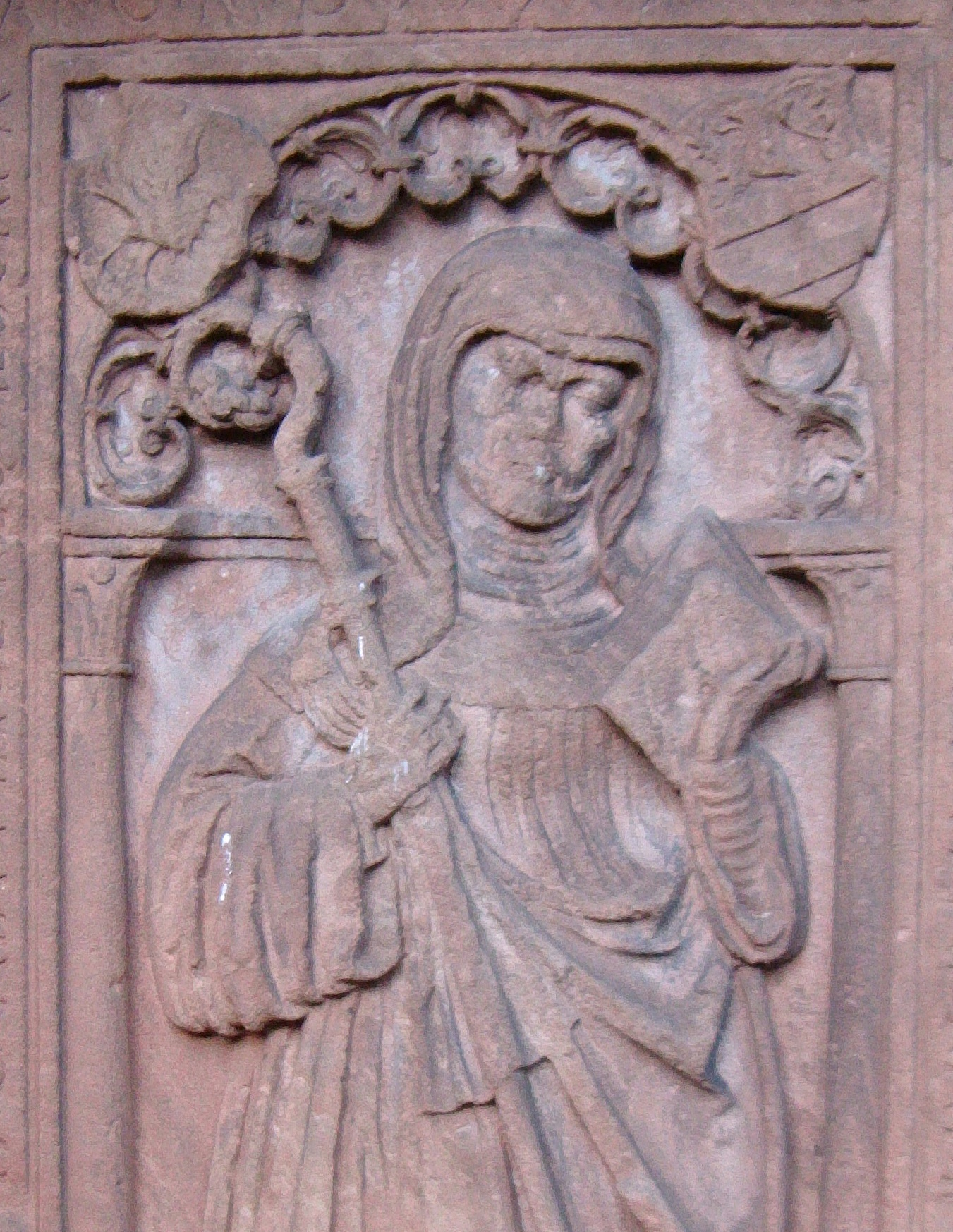
Die Tochter Barbara Göler von Ravensburg, Äbtissin in Rosenthal († 1535)

Georg I. war der zweite Sohn des Martin Göler von Ravensburg (1408–1465), ehemaliger Domherr zu Speyer, und der Anna von Hirschberg. Er war verheiratet mit Anna Kalb von Reinheim. Aus dieser Ehe entstammen vier Söhne und fünf Töchter:
- Wolff II. (1460; † 1527 in Rom), späterer Domherr
- David I. (1463–1539), Domherr in Speyer, Stiftsherr in Bruchsal und Mainz
- Georg II. (1465–1558), späterer Domherr in Mainz
- Scholastika (1466–1533), spätere Äbtissin des Klosters Frauenalb
- Bernhard I. Göler von Ravensburg (1480–1554)
- Barbara († 1535), spätere Äbtissin des Klosters Rosenthal bei Grünstadt
- Anna, seit 1491 mit Philipp von Mentzingen verheiratet
- Amalie, seit 1524 Nonne des Klosters Frauenalb

## Leben
Im Jahr 1462 kämpfte Georg I. in der Schlacht bei Seckenheim auf der Seite des siegreichen Kurfürsten Friedrich I. von der Pfalz. Sein Bruder Albrecht V. Göler von Ravensburg kämpfte auf der Seite des besiegten Herzogs Ulrich V. von Württemberg. Georg war von 1480 bis 1500 Vogt zu Bretten, ein Amt das dem regionalen Adel vorbehalten war. 1486 erbauten Georg I. und sein Bruder Albrecht V. eine Kapelle am Fuß der Ravensburg bei der Seemühle.
Als Mitglied in der Rittergesellschaft mit dem Esel ist er auf folgenden Turnieren nachweisbar: 1479 in Würzburg, 1481 in Heidelberg und 1487 in Worms.
Seine Grabplatte, mit Wappen im Hochrelief, befindet sich an der evangelischen Kirche in Sulzfeld.